# Jean Prévost (Schriftsteller)
Jean Prévost (* 13. Juni 1901 in Saint-Pierre-lès-Nemours, Département Seine-et-Marne; † 1. August 1944 in Sassenage, Département Isère) war ein französischer Schriftsteller und Résistancekämpfer.

## Leben
Prévost kam aus kleinen Verhältnissen, besuchte trotzdem das Lycée Henri IV und absolvierte ab 1919 die École normale supérieure, verzichtete aber auf die Agrégation, um als Romancier, Journalist und Essayist zu arbeiten. Er habilitierte sich 1942 an der Universität Lyon mit den beiden Dissertationen La création chez Stendhal. Essai sur le métier d’écrire et la psychologie de l’écrivain (Marseille 1942, 1951, 1974 und 1996) und Essai sur les sources de Lamiel, les amazones de Stendhal, le procès de Lacenaire (Lyon 1942). André Gide holte ihn zur Literaturzeitschrift Nouvelle Revue Française. Er war befreundet mit Antoine de Saint-Exupéry, den er zum Schreiben brachte, und dem Publizisten Ramón Fernández, der im Unterschied zu ihm zu den französischen Faschisten abdriftete. 1934 veröffentlichte er den Roman eines Parvenüs, Le Sel sur la plaie.
Nach der Besetzung Frankreichs im Zweiten Weltkrieg ging Prévost in den Untergrund und war unter dem Namen Capitaine Goderville kämpfendes Mitglied der Résistance (mit der Waffe in der Hand und dem Manuskript seines Baudelaire-Buches im Tornister). 1944 geriet er in einen Hinterhalt und wurde von den deutschen Besatzern erschossen.
1943 erhielt Prévost den Großen Literaturpreis der Académie française. An der Universität Lyon III gibt es ein Centre de Recherche en Littérature Jean Prévost.

## Werke

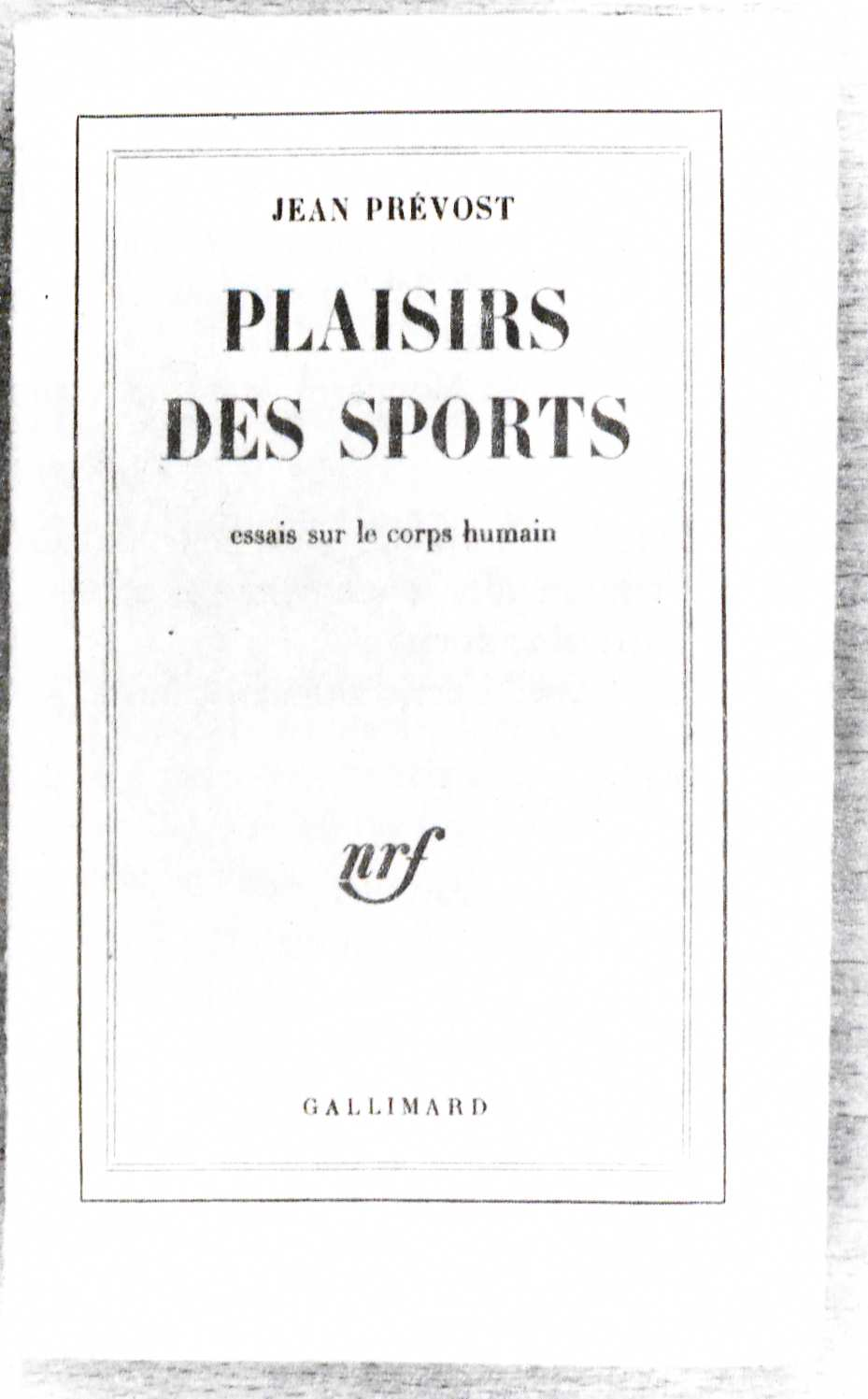
Plaisir des Sports (1925)

- Plaisirs des sports. Essais sur le corps humain, Paris 1927, 2003
- La Vie de Montaigne, Paris 1926, 1992, 1993
- Essai sur l'introspection, Paris 1927
- Merlin. Petites amours profanes, Paris 1927
- Dix-huitième année, Paris 1928, 1994
- Eiffel, Paris 1929
- Polymnie, ou les Arts mimiques, Paris 1929
- Le chemin de Stendhal, Paris 1929
- Conseils aux jeunes littérateurs par Charles Baudelaire, suivis d'un Traité du débutant, par Jean Prévost, Paris 1929
- Les Frères Bouquinquant, Paris 1931, 1967, 1999 (schwedisch 1931)
- Les Épicuriens français. Trois vies exemplaires, Paris 1931 (Hérault de Séchelles, Stendhal, Sainte-Beuve)
- Nous marchons sur la mer. Trois nouvelles exemplaires, Paris 1931
- Histoire de France depuis la guerre, Paris 1932 (deutsch: Stuttgart 1932)
- Rachel, Paris 1932
- Le Sel sur la plaie, Paris 1934, 2009
  - Das Salz in der Wunde. Übersetzung Patricia Klobusiczky. Nachwort Joseph Hanimann. München : Manesse, 2015
- Lucie-Paulette, Paris 1935
- La Terre est aux hommes, Paris 1936
- La Chasse du matin. Roman, Paris 1937, 1994
- Usonie. Esquisse de la civilisation américaine, [ Studie über die amerikanische Kultur ] Paris 1939
- L'Amateur de poèmes, Paris 1940, 1952, 1990
- Apprendre seul. Guide de culture personnelle, Paris 1940, 1971
- La Création chez Stendhal, Essai sur le métier d'écrire et la psychologie de l'écrivain, Sagittaire, Marseille 1942, Paris 1951, 1959, 1974, 1996
- (Hrsg.) Problèmes du roman. 62 études, Brüssel 1945
- Les Caractères, Paris 1948
- Philibert Delorme, Paris 1948
- Baudelaire. Essai sur l'inspiration et la création poétiques, hrsg. von Pierre Bost. Table des références et index par Claude Pichois, Paris 1953, 1964, 1997
- L'Affaire Berthet. Roman, Paris 1987
- Derniers poèmes (suivi de) L'Amateur de poèmes [1940] ; préface de Simon Nora ; introduction de Claude Roy, Paris 1990
- Vacances à Yvetot, 1914 (manuscrit d'un roman inachevé), hrsg. von Robert Tougard; suivies de Sur Jean Prévost. Evocation de Michel Prévost [* 1927], Yvetot 1994
- Traité du débutant [1929]; préface de Jérôme Garcin; postface de Michel Prévost, Nantes 1996